# 古尔本
古尔本(又译作高賓)(英语为“Goulburn”)，是個澳大利亚新南威尔士州南部高原区域的市镇，位于该州首府悉尼西南190公里处。它是休姆高速公路和铁路主南线的沿线城市，为重要的旅行中途站。其海拔为690米，2006年人口是20,127，在公元1863年宣布为全国首座內陆城市。

## 名称
该城市的名称 Goulburn 由詹姆斯·米汉（James Meehan）以英国政治人物亨利·古尔本（Henry Goulburn）的名字命名。当地原住民语言称该为 Burbong。

## 地标
一、Big Merino：这是世界上最大的羊形水泥雕塑。它结构中空，內里是数层展览区，介绍当地蓬勃的羊毛产业之种种，和旁边商店相通。
二、Rocky Hill War Memorial and Museum：该纪念石塔和博物馆的主题为首次世界大战的人物事。